# Sharira
Sharira (IAST : śarīra ; devanāgarī : शरीर) est un terme sanskrit qui signifie « corps » ou « corps humain ». Dans la philosophie indienne du Samkhya et plus particulièrement dans le Vedānta, on dénombre trois corps qui constituent le Jīva et dont l'ensemble se compose de cinq enveloppes ou fourreaux (kośa).

## Description des trois corps
Ces trois corps sont dans l'ordre du plus grossier au moins grossier ou du plus épais au plus fin :
- sthūlaśarīra qui correspond à annamayakośa, l'enveloppe composée de nourriture (corps physique);
- sūkṣmaśarīra ou liṅga śarīra[3] généralement traduit par « corps subtil » et qui se décompose en trois enveloppes appelées respectivement: prāṇamayakośa, manomayakośa et Vijñānamayakośa. C'est ce corps qui permet de passer d'une vie à une autre[4];
- kāraṇaśarīra traduit par « corps causal » et qui correspond à ānandamayakośa, l'enveloppe composée de béatitude ou de félicité.